# Faenella
Il torrente Faenella (o Piccola Faena) è un affluente di destra ed il maggiore del torrente Fersinone. Nasce a poca distanza da San Venanzo per sfociare di fronte a Poggio Aquilone, nel comune di San Venanzo. Il torrente è lungo 7 chilometri, ma, a dispetto della sua lunghezza la portata è perenne, perché lungo il suo breve corso ci sono numerose sorgenti sulfuree e calcaree. Quindi rifornisce quasi continuamente il Fersinone di acque risorgive.

## Corso
Il corso del torrente Faenella si sviluppa in una zona quasi inaccessibile, e grazie a questo è un torrente molto pulito e con acque estremamente fredde. Dopo essersi addentrato nel bosco riceve il Fosso d'i Carbonai, un piccolo ruscello proveniente dalla direzione di San Venanzo, dopo ancora il Fosso delle Macchie e va a fare una piccola gola per poi terminare nel Fersinone di fronte all'abitato di Poggio Aquilone.